# Max Morrow
Max Morrow (Toronto, 7 gennaio 1991) è un attore e cantante canadese.

## Biografia
Ha cominciato a recitare da bambino, apparendo in diverse serie televisive del suo paese. Esordisce in una pellicola cinematografica del 2002, Ararat - Il monte dell'Arca, diretto da Atom Egoyan.  Ha preso parte alla serie TV Detective Monk, nel ruolo di Benjamin Fleming.
Nel 2004 partecipa a Goose! Un'oca in fuga, di Nicholas Kendall.

## Filmografia

### Cinema
- Ararat - Il monte dell'Arca (Ararat), regia di Atom Egoyan (2002)
- Goose! Un'oca in fuga (Goose on the Loose), regia di Nicholas Kendall. (2004)

### Televisione
- Noddy - serie TV, 66 episodi (1998-2001)
- Chi sono? Babbo Natale? (Santa Who?), regia di William Dear - film TV (2000)
- Detective Monk (Monk) - serie TV, 7 episodi (2002)
- The Russell Girl - Una vita al bivio (The Russell Girl), regia di Jeff Bleckner – film TV (2008)
- Warehouse 13 - serie TV, episodio 3x12 (2011)

## Doppiatori italiani
Nelle versioni in italiano delle opere in cui ha recitato, Max Morrow è stato doppiato da:
- Alessio Puccio in Detective Monk